# Pascendi

Wappen Papst Pius’ X.

Pascendi oder mit vollem Titel Pascendi Dominici gregis (dt.: Die Herde des Herrn zu weiden) ist eine Enzyklika Pius’ X. Sie wurde am 8. September 1907 kurze Zeit nach dem Dekret Lamentabili sane exitu des Sanctum Officium veröffentlicht, ist aber unabhängig von diesem entstanden.

## Anliegen und Aussagen
Die Enzyklika Pascendi wendet sich gegen den sogenannten Modernismus in der katholischen Kirche. Pius X. will darin erstmals das „System“ der Modernisten als omnium haereseon conlectum (Zusammenfassung aller Irrlehren) offenlegen bzw. entlarven. In ihrem lehrhaften Hauptteil beschrieb die Enzyklika den Modernisten in sieben Rollen: als Philosophen, der nur im Rahmen der Immanenz, also innerweltlich, denkt; als Gläubigen, der sich nur auf die subjektive religiöse Erfahrung stützt; als Theologen, der das Dogma nur symbolistisch verstehen kann; als Historiker und Bibelkritiker, der die göttliche Offenbarung durch Anwendung der historisch-kritischen Methode in innerweltliche Entwicklungsprozesse auflöst; als Apologeten, der die christliche Wahrheit nur vom Standpunkt der Immanenz her rechtfertigt; und schließlich als Reformer, der die Kirche grundstürzend verändern will. Der Modernismus leiste Widerstand gegen die hergebrachte scholastische Theologie und das kirchliche Lehramt. Seine Kennzeichen seien falsche intellektuelle Neugier, Hochmut, Ignoranz und Täuschungsabsicht. Dies beweise sich unter anderem dadurch, dass kein Modernist das ganze modernistische System offen vertrete, sondern immer nur in einer der genannten Rollen auftrete. In einem disziplinarischen Schlussteil traf die Enzyklika praktische Maßnahmen zur Einschärfung der scholastischen Philosophie und Theologie, zur Maßregelung verdächtiger Dozenten und Priesteramtskandidaten, zur Zensur und zur Schaffung antimodernistischer Kontrollgremien. Pascendi bejahte den wissenschaftlichen Fortschritt nur, wenn er sich „im Lichte der katholischen Wahrheit und unter ihrer Führung“ vollzog.

## Geschichte
Der Hauptverfasser der Enzyklika war der französische Theologe Joseph Lemius aus dem Orden der Oblaten (OMI). Bei der Rekonstruktion des „Systems“ des Modernismus stützte er sich vor allem auf die Werke des französischen Theologen Alfred Loisy. Lemius’ Absicht war es, die verdeckten philosophischen und theologischen Voraussetzungen von Loisys Bibelauslegung offenzulegen.
Papst Benedikt XV. bestätigte und würdigte in seiner Antrittsenzyklika 1914 das Werk seines Vorgängers. Doch er stellte zugleich fest, dass unter Theologen jederzeit und solange Lehrfreiheit bestehe, bis eine definitive Entscheidung des kirchlichen Amtes feststehe. Er wandte sich vom Integralismus ab, der oft mit dem Antimodernismus verbunden war und den Pius X. mit dem Sodalitium Pianum gefördert hatte.
Pascendi ist heute im Licht der Entscheidungen des Zweiten Vatikanischen Konzils zu lesen, das die Verurteilung des Modernismus nicht erneuerte und in Bereichen wie dem Verhältnis zu anderen Religionen, zur Demokratie und zur pluralistischen Gesellschaft Positionen übernahm, die 1907 als „modernistisch“ gegolten hatten. Eine negative Bezugnahme auf den theologisch-philosophischen Modernismus findet sich hingegen wieder in der Enzyklika Fides et ratio von Papst Johannes Paul II. (1998).

## Verurteilte Lehren
- Agnostizismus
- Pantheismus
- Historizismus